# Truellum thunbergii
Truellum thunbergii är en slideväxtart som först beskrevs av Sieb. & Zucc. och som fick sitt nu gällande namn av Jiří Soják.
Truellum thunbergii ingår i släktet Truellum och familjen slideväxter. Inga underarter finns listade i Catalogue of Life.